# Le Canon Fraternité
Le Canon Fraternité est un roman historique écrit par Jean-Pierre Chabrol, publié aux Éditions Gallimard en 1970. Il prend place pendant la Commune de Paris de 1871 vécue depuis le quartier de Belleville.

## Éditions
- Le Canon Fraternité, Paris, Éditions Gallimard, 1970, 868 p. (ISBN 2-07-028091-8, BNF 35424355)
- Le Canon Fraternité, Paris, Éditions Tallandier, coll. « Le Cercle du nouveau livre », 1970, 780 p. (BNF 35211998)
- Le Canon Fraternité suivi des Carnets du canon, Paris, Éditions Omnibus, 2000, 864 p. (ISBN 2-258-05472-9, BNF 37115290)

### Recension
- Henri Guillemin, « Le Canon Fraternité, de Jean-Pierre Chabrol », Le Monde,‎ 19 septembre 1970 (lire en ligne)
- « Le Canon Fraternité par Jean-Pierre Chabrol », Le Magazine littéraire, no 50,‎ 1971

### Filmographie
- échange entre Jean-Pierre Chabrol et André Bourin dans le numéro du 15 octobre 1970 de Le Fond et la forme, 12 m 35 s [voir en ligne]